# Milo Schoenmaker
Milo Schoenmaker (Alkmaar, 17 november 1967) is een Nederlands bestuurder. Hij is sinds 15 januari 2019 bestuursvoorzitter van het Centraal Orgaan opvang asielzoekers (COA), na burgemeesterschappen in Bussum en Gouda.

## Levensloop
Milo Schoenmaker groeide op in Sint-Pancras en vanaf de lagere school in Hoofddorp. Na het gymnasium studeerde hij Politicologie aan de Universiteit van Amsterdam. In 2011 promoveerde hij op het proefschrift "Bestuurlijk gedonder": onderzoek naar bestuurlijke probleemgemeenten in Nederland (1998 – 2010). In 2023 rondde hij de studie Rechten aan de Open Universiteit af. 
Schoenmaker startte in 1994 zijn politieke carrière als gemeenteraadslid in de gemeente Haarlemmermeer. In 1998 werd hij hier wethouder Ruimtelijke Ontwikkeling en Luchthavenbeleid, vanaf 2002 was hij tevens locoburgemeester.
Van 1 oktober 2003 tot 12 december 2012 was Schoenmaker burgemeester van Bussum. Van 13 december 2012 tot 15 januari 2019 was Schoenmaker burgemeester van Gouda.
Van juli 2013 tot januari 2019 was Schoenmaker lid, en vanaf 2016 tevens plaatsvervangend voorzitter, van de Raad voor het Openbaar Bestuur (ROB). De ROB is een onafhankelijk adviesorgaan van de regering en het parlement en adviseert over de inrichting en het functioneren van het openbaar bestuur. Met de landelijke Commissie Evaluatie Wet Herziening gerechtelijke kaart onderzocht Schoenmaker in 2016-17 de effecten van de herziene rechterlijke indeling van Nederland.
Van februari 2015 tot 15 januari 2019 was Schoenmaker lid van het stedennetwerk G40. Bij de G40 had hij de rol van vicevoorzitter en penningmeester en hield hij zich bezig met de doorontwikkeling van steden en regio’s. Ook binnen de Vereniging van Nederlandse Gemeenten (VNG) was Schoenmaker bestuurlijk actief, onder meer als lid van de Commissie Bestuur en Veiligheid en als voorzitter van de 4e VNG Denktank (over regionale samenwerking tussen gemeenten).
Sinds 15 januari 2019 is Milo Schoenmaker bestuursvoorzitter van het Centraal Orgaan opvang asielzoekers.

### Persoonlijk
Schoenmaker is gehuwd en vader van drie kinderen.
- International Standard Name Identifier: 0000 0003 9474 2023
- Library of Congress Control Number: nb2013019000
- Nederlandse Thesaurus van Auteursnamen: 338229736
- Virtual International Authority File: 289308124